# Nesalcis fuscibrunnea
Nesalcis fuscibrunnea är en fjärilsart som beskrevs av W. Warren 1896. Nesalcis fuscibrunnea ingår i släktet Nesalcis och familjen mätare. Inga underarter finns listade i Catalogue of Life.